# Catalina Adrianzén
Catalina Adrianzén é uma pesquisadora peruana que pertenceu ao Partido Comunista do Peru-Sendero Luminoso, partido que deu início à era do terrorismo no Peru. Em 1974, escreveu a obra "O marxismo, Mariátegui e o movimento feminino" com a intenção de criticar os postulados de Simone de Beauvoir e oferecer novos postulados tomando como referenciais teóricos Karl Marx e José Carlos Mariátegui. Suas idéias foram divulgadas pelo Movimento Feminino Popular, que foi fundado por Augusta La Torre, de la cual fue parte. Junto com seu marido Antonio Díaz Martínez, investigou a região peruana de Ayacucho com a perspectiva de iniciar a "Guerra Popular". Catalina dirigiu a cédula de Cuzco, onde foi presa em 1982 por causa de um ataque incendiário a uma cooperativa agrícola. Foi liberada no final da década de 1980 e se refugiou na Suécia, onde trabalhou como professora universitária. 